# Deer Lake, Newfoundland (ort)
Deer Lake är en ort i Kanada.   Den ligger i provinsen Newfoundland och Labrador, i den östra delen av landet, 1 400 km öster om huvudstaden Ottawa. Deer Lake ligger 34 meter över havet och antalet invånare är 4 163. Den ligger vid sjön Deer Lake.
Terrängen runt Deer Lake är platt österut, men västerut är den kuperad. Trakten runt Deer Lake är nära nog obefolkad, med mindre än två invånare per kvadratkilometer.. Det finns inga andra samhällen i närheten.
I omgivningarna runt Deer Lake växer i huvudsak blandskog.
Den före detta ishockeyspelaren Darren Langdon är från Deer Lake. Deer Lake Regional Airport ligger nära orten.